# 花びら舞う季節に (松田聖子の曲)
「花びら舞う季節に」（はなびらまうきせつに）は、2008年3月19日にリリースされた松田聖子の71枚目のシングル。発売元はSony Records。

## 解説
初回生産分はセミダブル紙ジャケット仕様。通常仕様もあり、CDジャケットがそれぞれ異なる。
「花びら舞う季節に」のミュージック・ビデオが、同年5月28日発売アルバム『My pure melody』初回限定盤DVDに収録（別編集で2パターン）。
シングル発売から1週間後の3月26日、ライヴDVD『SEIKO MATSUDA COUNT DOWN LIVE PARTY 2007-2008』がリリースされた。

## 収録曲
全作詞・作曲:Seiko Matsuda
1. 花びら舞う季節に（4:57）編曲:Kei Yoshikawa
2. あなただけ広い世界に（4:27）編曲:Tadashi Yatabe
3. 花びら舞う季節に -Backing Track-（4:58）
4. あなただけ広い世界に -Backing Track -（4:26）

## 関連作品
- 花びら舞う季節に
  - My pure melody
  - Premium Diamond Bible
  - Diamond Bible
  - SEIKO STORY〜90s-00s HITS COLLECTION〜
- あなただけ広い世界に
  - アルバム未収録